# Nowoczerkassk (1987)
Nowoczerkassk, poprzednio BDK-46 − duży okręt desantowy projektu 775/II (w kodzie NATO: Ropucha) Marynarki Wojennej Rosji. Zbudowany w Stoczni Północnej w Gdańsku, wszedł do służby w Marynarce Wojennej ZSRR w 1987 roku pod oznaczeniem BDK-46 (БДК-46). Przejęty po rozpadzie ZSRR przez marynarkę wojenną Rosji, otrzymał w 2002 roku nazwę „Nowoczerkassk” (Новочеркасск) od miasta Nowoczerkaska. Nosił numer burtowy 142.
Wchodził w skład Floty Czarnomorskiej. Wziął udział w rosyjskiej inwazji na Ukrainę, podczas której w marcu 2022 roku uległ uszkodzeniu, a w grudniu 2023 roku został zniszczony przez rakiety w krymskim porcie Teodozja.

## Historia
Okręt BDK-46 został zbudowany w 1987 roku w Stoczni Północnej w Gdańsku w ramach serii dużych okrętów desantowych projektu 775 zaprojektowanych w Polsce i budowanych na zamówienie marynarki ZSRR. Wodowano go 17 kwietnia 1987 roku. W ramach projektu 775 nosił numer budowy 24, zaliczając się do okrętów jego drugiej odmiany (775/II). W kodzie NATO typ ten był oznaczany jako Ropucha I.

## Skrócona charakterystyka
Okręty desantowe projektu 775 dysponują przelotową ładownią, dostępną przez rampę dziobową i rufową, o długości 95 m, szerokości od 4,5 do 6,5 m i wysokości 4,5 m. Na dziobie jest otwierana furta i opuszczana pochylnia; w celu rozładunku okręty mogą wpływać na plażę. Jednostki mogą transportować do 13 czołgów lub transporterów opancerzonych albo 20 ciężarówek i w obu wariantach 150 żołnierzy. Ładowność okrętu jest określana w publikacjach jako 450 ton. Załoga liczy 87 osób, w tym 8 oficerów.
Wyporność okrętu niezaładowanego wynosi 2900 ton (czasem podawana jako standardowa), a pełna – 4400 ton. Długość całkowita wynosi 112,5 m, a na linii wodnej 105 m, szerokość wynosi 15 m, a zanurzenie maksymalne 3,7 m.
Uzbrojenie artyleryjskie okrętów projektu 775/II stanowią cztery armaty uniwersalne kalibru 57 mm w dwóch wieżach (po dwa działa) AK-725, umieszczonych przed i za nadbudówką i kierowanych radarem artyleryjskim Bars. Zapas amunicji wynosi 2200 nabojów 57 mm. Ponadto mają do samoobrony dwie poczwórne wyrzutnie pocisków przeciwlotniczych bardzo bliskiego zasięgu Strieła-3, samonaprowadzających się na podczerwień z zapasem 32 pocisków. „Nowoczerkassk” należał do okrętów projektu 775/II późnej budowy uzbrojonych dla potrzeb wsparcia desantu w dwie dwudziestoprowadnicowe wyrzutnie niekierowanych pocisków rakietowych kalibru 122 mm Grad-M ze 160 pociskami. Podczas wojny z Ukrainą, po 2022 roku „Nowoczerkassk” został dozbrojony w dwa sprzężone karabiny maszynowe kalibru 12,7 mm DSzKM na podstawie 2M-1 dla obrony przez lekkimi łodziami.
W skład wyposażenia radioelektronicznego jednostek projektu 775/II wchodziła przede wszystkim stacja radiolokacyjna wykrywania nawodnego i powietrznego MR-302 Rubka. Do kierowania ogniem artylerii służył radar Bars na kolumnie za kominami na rufie. Wyposażenie uzupełniał radar nawigacyjny Don. Okręt ponadto wyposażony był w dwie szesnastoprowadnicowe wyrzutnie celów pozornych PK-16 kalibru 82 mm służące do walki elektronicznej.
Napęd stanowią dwa silniki wysokoprężne 16 ZVB 40/48 o łącznej mocy 19 200 KM poruszające dwie śruby. Prędkość maksymalna wynosi 17,5 węzła. Zasięg wynosi 3500 Mm przy prędkości 16 węzłów i 6000 Mm przy prędkości 12,5 węzła.

## Służba
Okręt wszedł do służby w Marynarce Wojennej ZSRR 30 listopada 1987 roku z oznaczeniem alfanumerycznym: BDK-46 (БДК-46), od bolszoj diesantnyj korabl – duży okręt desantowy. Został przydzielony do Floty Czarnomorskiej ZSRR. Wchodził w skład 318 dywizjonu okrętów desantowych 39 Dywizji Morskich Sił Desantowych Floty Czarnomorskiej, stacjonującej w bazie na jeziorze Donuzław.

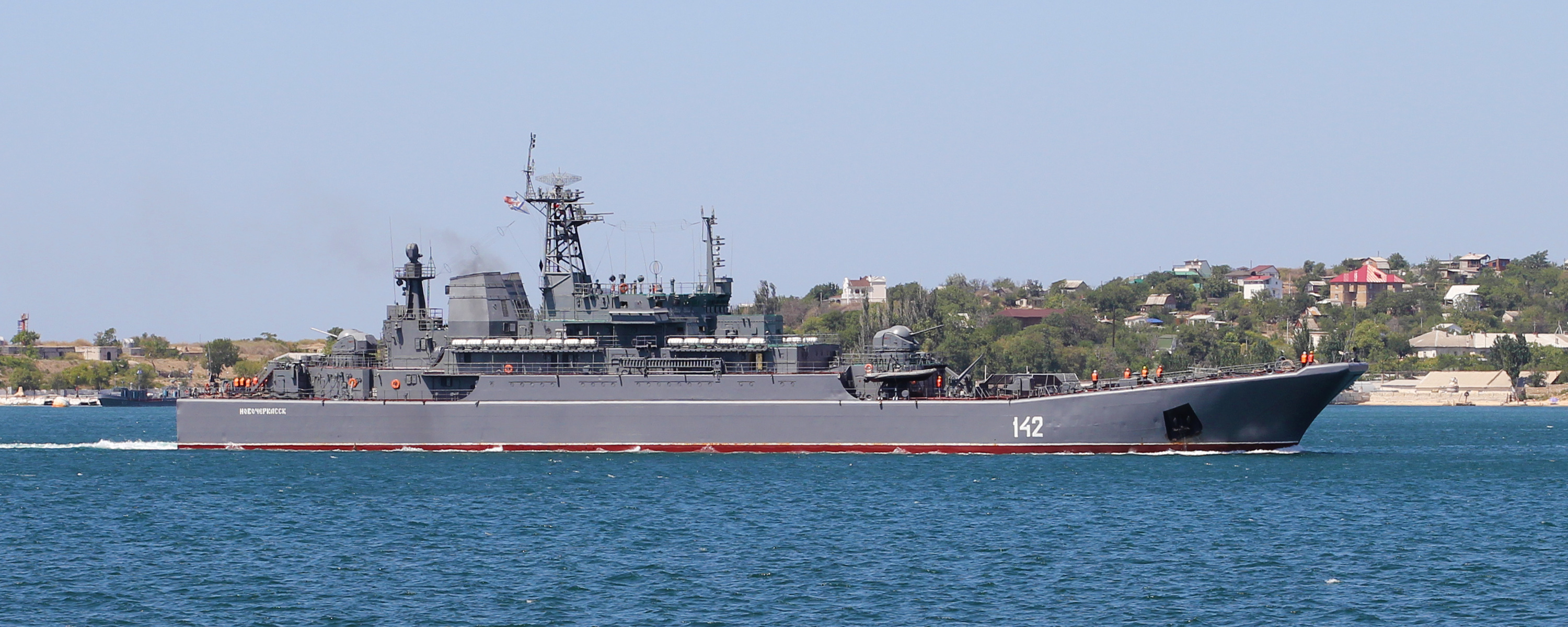
„Nowoczerkassk” w 2010 roku

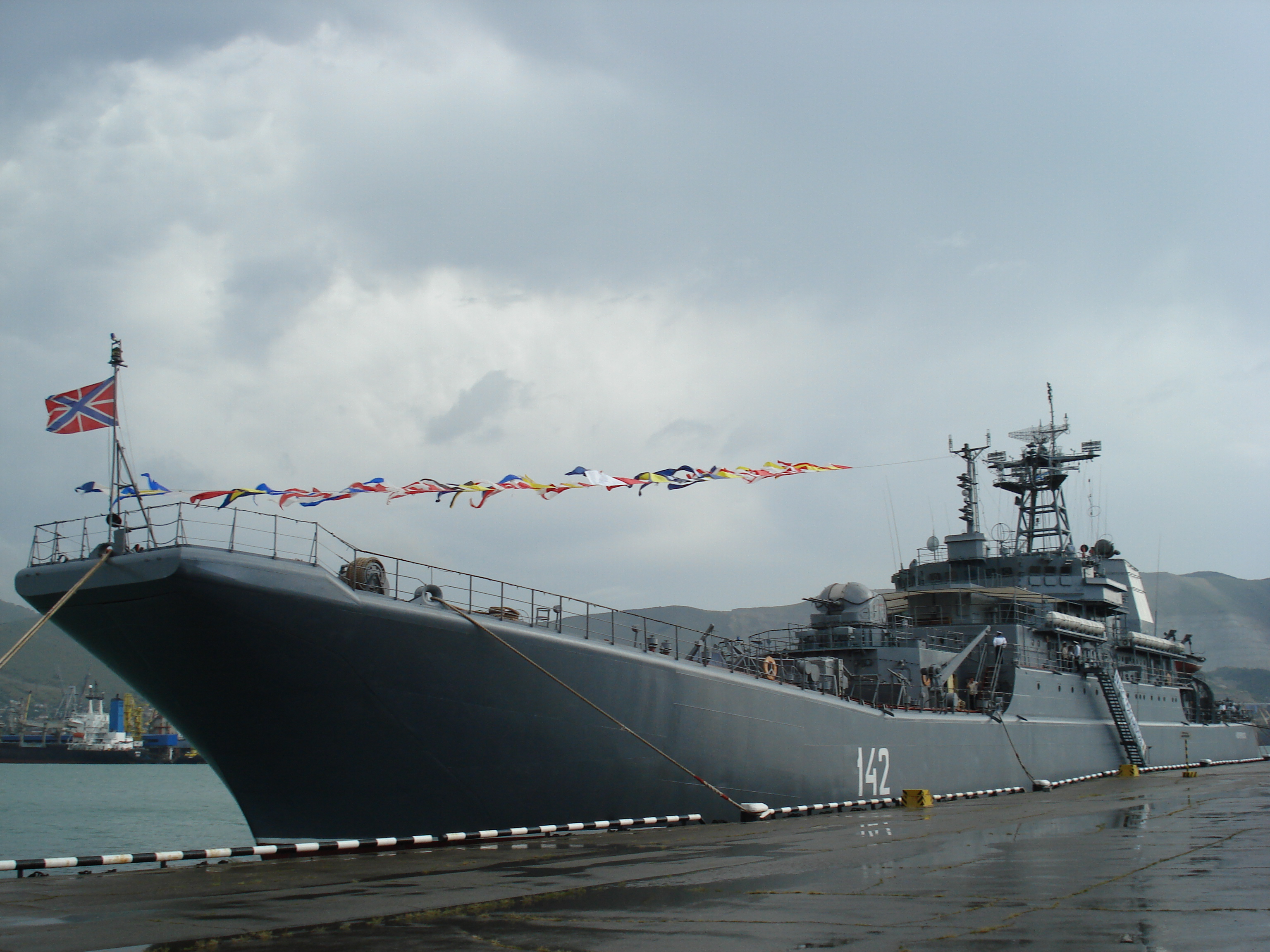
„Nowoczerkassk” w 2012 roku

Po rozpadzie ZSRR w grudniu 1991 roku BDK-46 wchodził nadal w skład Floty Czarnomorskiej podporządkowanej siłom zbrojnym Wspólnoty Niepodległych Państw, a po podziale Floty Czarnomorskiej w drugiej połowie lat 90. został ostatecznie przejęty przez Rosję. W połowie 1992 roku jednak z uwagi na zużycie został wycofany do rezerwy i odstawiony w Zatoce Troickiej (ros. Troickaja buchta) w Sewastopolu. W 1998 roku planowano nawet złomować okręt, jednak ostatecznie skierowano go do remontu. W lutym 1998 roku został przydzielony formalnie do 30 Dywizji Okrętów Nawodnych, znajdując się w konserwacji. W Rosji otrzymał numer burtowy 142. Od października 2000 roku do końcu 2001 roku był remontowany, najpierw w stoczni remontowej (SRZ) nr 13 w Sewastopolu, a następnie w Tuapse. 7 kwietnia 2002 roku został przemianowany na „Nowoczerkassk” na cześć miasta Nowoczerkaska, które objęło patronat („szefowstwo”) nad okrętem. Na przełomie 2004/2005 roku okręt przeszedł średni remont. Według innych źródeł, dopiero w 2007 roku okręt powrócił do służby z konserwacji, a pierwsze wyjścia w morze po remoncie odbył pod koniec 2008 roku. Między sierpniem a listopadem 2009 roku „Nowoczerkassk” odbył w ramach ćwiczeń rejs na Bałtyk do Bałtyjska i z powrotem do Sewastopola. Następnie wszedł w skład 197 Brygady Okrętów Desantowych Floty Czarnomorskiej.
„Nowoczerkassk” wraz z innymi okrętami Floty Czarnomorskiej wziął udział w operacji na Morzu Śródziemnym u wybrzeży Gazy w listopadzie 2012 roku, która miała rzekomo przygotować ewakuację obywateli Rosji z Izraela na wypadek eskalacji konfliktu izraelsko-palestyńskiego. W okresie 2012–2013 roku odwiedził też porty Turcji, Grecji i Czarnogóry. W kwietniu 2013 roku „Nowoczerkassk” reprezentował marynarkę rosyjską w składzie międzynarodowego zespołu BLACKSEAFOR na Morzu Czarnym, z okrętami wszystkich państw czarnomorskich. W 2015 roku „Nowoczerkassk” brał udział w ćwiczeniach Floty Czarnomorskiej na Morzu Śródziemnym, które odbyły się w okresie gromadzenia się rosyjskich sił zbrojnych w Syrii. Dowódcą okrętu był wówczas kmdr ppor. W. Bołsun. W tym roku brał udział w zaopatrywaniu rosyjskiego kontyngentu wojsk w Syrii, kursując między Noworosyjskiem a Tartusem. Okręt ponownie wyruszył do Syrii w marcu 2020 roku wraz z siostrzanym okrętem desantowym „Cezar Kunikow” oraz fregatami „Admirał Grigorowicz” i „Admirał Makarow” w odpowiedzi na rosnące napięcia z Turcją i wycofanie wojsk amerykańskich z Syrii. Ruch tych okrętów wzbudził obawy w związku z rozprzestrzenianiem się wirusa COVID-19 z i do Rosji.
Okręt wziął następnie udział w inwazji Rosji na Ukrainę, dostarczając w drugiej połowie marca 2022 roku wraz z innymi rosyjskimi okrętami desantowymi pojazdy wojskowe i zaopatrzenie do zdobytego portu w Berdiańsku nad Morzem Azowskim na południu Ukrainy. Dowodził nim kmdr por. Jurij Pawłow (przed 2014 rokiem służący w marynarce Ukrainy). 25 marca doszło w Berdiańsku do wybuchu, na skutek którego zatonął przy nabrzeżu okręt desantowy „Saratow”, a „Nowoczerkassk” i „Cezar Kunikow” odcumowały i wyszły w morze, odnosząc niewielkie uszkodzenia od spadających odłamków. Oficjalnie podano, że wybuch był skutkiem ostrzału ukraińską rakietą Toczka-U, jednak istnieje również hipoteza, że spowodowany był nieostrożnością przy rozładunku amunicji i paliwa. Na „Nowoczerkassku” doszło do niewielkiego pożaru w rejonie wieży dziobowej i zginęło przynajmniej trzech marynarzy, a trzech zostało ciężko rannych. Okręt po wyjściu z portu na skutek awarii steru zataczał na morzu kręgi.
Według rosyjskich mediów, w sierpniu 2024 roku „Nowoczerkassk” i „Cezar Kunikow” były nadal niesprawne z powodu wadliwości części zamiennych do silników, dostarczonych z Polski w 2019 roku, oraz niemożności nabycia nowych części wobec sankcji nałożonych na Rosję po ataku na Ukrainę.

### Zniszczenie okrętu
26 grudnia 2023 roku około godziny 2:30 „Nowoczerkassk” został zniszczony przy nabrzeżu w porcie w Teodozji przez siły powietrzne Ukrainy przy użyciu pocisków manewrujących. Według rosyjskich informacji, do ataku użyto czterech pocisków typu Storm Shadow/SCALP-EG wystrzelonych z dwóch samolotów Su-24 nad obwodem mikołajowskim na Ukrainie. Udostępniony materiał fotograficzny i nagrania oraz relacje świadków wskazywały, że doszło do dużej eksplozji, a następnie serii eksplozji wtórnych na okręcie, które całkowicie zniszczyły jednostkę. Przypuszcza się na podstawie nieoficjalnych informacji, że okręt był załadowany dostarczaną na Krym amunicją, w tym dronami Shahed. Rosyjskie władze poinformowały, że w ataku zginęła jedna osoba, a dwie zostały ranne, i określiły okręt jako „uszkodzony”. Według informacji brytyjskich jednak w chwili ataku okręt był rozładowywany, zaś w jego wyniku kilkadziesiąt osób uznanych zostało za zaginione lub ranne. Oprócz tego uszkodzonych zostało także sześć budynków. Zatonął również zacumowany w porcie stary stacjonarny okręt szkolny UTS-150. Rosyjskie władze twierdziły przy tym, że zestrzelono dwa ukraińskie Su-24, biorące udział w ataku, czemu zaprzeczyła strona ukraińska, przy braku niezależnego potwierdzenia.
Według zobrazowania satelitarnego przy pomocy urządzeń firmy Maxar, 28 grudnia 2023 roku jednostka pozostawała wypalona i częściowo zanurzona, z wydobywającym się z niej dymem.